# Palmarès dell'Al-Ahli Sports Club
L'Al-Ahli Sports Club (in arabo الأهلي السعودي‎?) è una società polisportiva saudita con sede a Gedda, nota per lo più per la sua sezione calcistica.
Fondata nel 1937 come Al-Thaghar, è la squadra di calcio che ha vinto più volte (13) la Coppa del Re dei Campioni, di cui ha disputato ben 18 finali. In bacheca vanta anche 4 campionati sauditi, 6 Coppe del Principe della Corona saudita, 5 Coppe del Principe Faysal bin Fahd e una Supercoppa saudita, mentre a livello internazionale ha vinto una Champions League araba e 3 Coppe dei Campioni del Golfo.

## Competizioni nazionali
- Campionato saudita: 4

1969, 1978, 1984 , 2015-2016
- Prima Divisione: 1

2022-2023
- Coppa del Re dei Campioni: 13

1962, 1965, 1969, 1970, 1971, 1972, 1977, 1978, 1979, 1983, 2011, 2012, 2016
- Coppa della Corona del Principe saudita: 6

1957, 1970, 1998, 2002, 2007, 2015
- Coppa del Principe Faysal bin Fahd: 5

2001, 2002, 2007, 2012, 2013
- Supercoppa saudita: 1

2016

## Competizioni internazionali
- AFC Champions League Elite: 1

2024-2025
- Champions League araba: 1

2003
- Coppa dei Campioni del Golfo: 3

1985, 2002, 2008

## Altri piazzamenti
- Campionato saudita:

Secondo posto: 1989-1990, 1995-1996, 1998-1999, 1999-2000, 2002-2003, 2011-2012, 2014-2015, 2016-2017, 2017-2018
Terzo posto: 1976-1977, 1984-1985, 1997-1998, 2003-2004, 2008-2009, 2013-2014, 2019-2020, 2023-2024
- Coppa del Re dei Campioni:

Finalista: 1974, 1976, 1984, 2014, 2017
- Coppa della Corona del Principe saudita:

Finalista: 1956-1957, 1973-1974, 2002-2003, 2003-2004, 2005-2006, 2009-2010, 2015-2016
Semifinalista: 1997, 2007-2008, 2011-2012, 2016-2017
- Coppa del Principe Faysal bin Fahd:

Finalista: 1975-1976, 1988-1989, 1990-1991, 1996-1997, 2002-2003, 2005-2006
- Coppa del Fondatore saudita:

Finalista: 2000
- Supercoppa saudita:

Semifinalista: 2024
- AFC Champions League:

Finalista: 1985-1986, 2012